# Viktor Denisov
Victor Denisov (en russe : Виктор Денисов), né le 2 avril 1966 à Kalinin, est un kayakiste russe pratiquant la course en ligne.